# André Aisenstadt
 (décembre 2017).
Si vous disposez d'ouvrages ou d'articles de référence ou si vous connaissez des sites web de qualité traitant du thème abordé ici, merci de compléter l'article en donnant les références utiles à sa vérifiabilité et en les liant à la section « Notes et références ».
André Aisenstadt est un administrateur canadien (québécois) né en Empire russe en 1912 et mort le 4 octobre 2001.

## Biographie
Né en Russie, André Aisenstadt poursuit ses études en génie électrique pour se tourner ensuite vers la physique et les mathématiques, disciplines dans lesquelles il obtient un doctorat de l’Université de Zurich où il est l'étudiant, puis l'assistant d'Albert Einstein. 
Il émigre au Canada et s'installe à Montréal en 1939, s'intéressant aux problèmes de planification et de développement urbains. 
Devenu citoyen canadien en 1943, il contribue à la création de la Société centrale d'hypothèques et de logement.
Au cours des années 1960, il devient président du comité de planification du développement de l'Hôpital général juif de Montréal. Il est président du conseil d'administration de l'Hôpital juif pendant dix-huit ans. Il a été président du conseil d'administration de l'Institut de recherches cliniques.
En 1968, il revient à ses sources scientifiques et est l'initiateur du Centre de recherches mathématiques de l'Université de Montréal. En créant au Centre de recherches de mathématiques la Chaire André-Aisenstadt, il est responsable de la venue, pendant les deux décennies qui suivirent, d’une vingtaine de chercheurs parmi les plus éminents mathématiciens du monde dont un lauréat du Prix Nobel, le docteur Gérard Debreu.

## Honneurs
Le docteur Aisenstadt a été nommé grand-officier de l'ordre national du Québec en 1991. Le prix André-Aisenstadt porte son nom, ainsi que le pavillon d'informatique et de mathématiques de l'Université de Montréal.